# Diaphorosoma magnavena
Diaphorosoma magnavena är en ringmaskart som beskrevs av Wolf 1986. Diaphorosoma magnavena ingår i släktet Diaphorosoma och familjen Dorvilleidae.
Artens utbredningsområde är Mexikanska golfen. Inga underarter finns listade i Catalogue of Life.